# Stringtown (Texas)
Stringtown est une ancienne communauté, qui était située à proximité du cours d'eau Little Elm Creek, au sud-est de Temple et du comté de Bell, au Texas central, aux États-Unis. De 1901 à 1905, un bureau postal y est implanté, sous le nom de String et une école appelée Dyess Grove, qui comptera 66 élèves, en 1903. La communauté est rebaptisée Stringtown, en 1964. Elle disparaît des cartes, en 1988.